# Simon Webster
Simon Webster (Hartlepool, 8 marzo 1981) è un ex rugbista a 15 scozzese, nel ruolo di centro-ala.
Ha indossato la maglia della Nazionale scozzese per la prima volta il 6 settembre 2003 contro l'Irlanda (29-10 per gli irlandesi).
Attualmente gioca nel club Edinburgh Gunners.

## Dati fisici
- altezza m 1,94.
- peso forma kg 86.

## Statistiche
(Aggiornate al 10.07.06)
- Presenze in nazionale scozzese (CAP): 17.
- Sei Nazioni disputati: 2004, 2005 e 2006.

## Presenze Coppe Europee
| Stagione | Squadra            | Giocate | Mete | Trasformazioni | Drop | Calci Punizione | C. Giallo | C. Rosso | Punti |
| -------- | ------------------ | ------- | ---- | -------------- | ---- | --------------- | --------- | -------- | ----- |
| 2000-01  | Northampton Saints | 2(1)    | 1    | 0              | 0    | 0               | 0         | 0        | 5     |
| 2001-02  | Northampton Saints | 1(1)    | 0    | 0              | 0    | 0               | 0         | 0        | 0     |
| 2002-03  | Edinburgh Rugby    | 4       | 0    | 0              | 0    | 0               | 0         | 0        | 0     |
| 2003-04  | Edinburgh Rugby    | 6       | 1    | 0              | 0    | 0               | 0         | 0        | 5     |
| 2004-05  | Edinburgh Rugby    | 3       | 0    | 0              | 0    | 0               | 0         | 0        | 0     |
| 2005-06  | Edinburgh Gunners  | 3(1)    | 1    | 0              | 0    | 0               | 0         | 0        | 5     |
| 2006-07  | Edinburgh Gunners  | 2       | 0    | 0              | 0    | 0               | 0         | 0        | 0     |
| Totale   |                    | 19(3)   | 3    | 0              | 0    | 0               | 0         | 0        | 15    |